# فرگوسن پلیس ویندمیل (آریزونا)
فرگوسن پلیس ویندمیل (به انگلیسی: Ferguson Place Windmill) یک منطقهٔ مسکونی در ایالات متحده آمریکا است که در آریزونا واقع شده‌است. فرگوسن پلیس ویندمیل ۱٬۳۶۱ متر بالاتر از سطح دریا واقع شده‌است.